# Lijst van rijksmonumenten in Roden
De plaats Roden telt 24 inschrijvingen in het rijksmonumentenregister. Hieronder een overzicht. 
| Object                                                               | Oorspronkelijke functie?  | Bouwjaar                                                                                 | Architect                 | Locatie            | Coördinaten?                 | Nr.?   | Afbeelding           |
| -------------------------------------------------------------------- | ------------------------- | ---------------------------------------------------------------------------------------- | ------------------------- | ------------------ | ---------------------------- | ------ | -------------------- |
| Hervormde kerk, pastorie                                             | Woonhuis                  | 1800-1850 ca. 1930 (aanbouw)                                                             |                           | Brink 5            | 53° 8' 10" NB, 6° 26' 3" OL  | 32528  | Meer afbeeldingen    |
| Boerderij met woondeel met winkel en met Friese schuur               | Boerderij                 | mog. 18e eeuw (voorhuis) 19e eeuw (schuur)                                               |                           | Brink 15-17        | 53° 8' 9" NB, 6° 25' 56" OL  | 32529  | Meer afbeeldingen    |
| Dwarshuis onder pannen zadeldak en met schuur                        | Woonhuis                  | 1850-1900 19e eeuw (schuur)                                                              |                           | Brink 19           | 53° 8' 8" NB, 6° 25' 56" OL  | 32530  | Meer afbeeldingen    |
| Boerderij met dwars uitgebouwd woondeel, inrijpoort en Friese schuur | Boerderij                 | 1850-1900                                                                                |                           | Brink 21           | 53° 8' 8" NB, 6° 25' 57" OL  | 32531  | Meer afbeeldingen    |
| Pand met verdieping onder schilddak (Speelgoedmuseum)                | Woonhuis                  | 18e eeuw 19e eeuw (verdieping)                                                           |                           | Brink 31-33        | 53° 8' 7" NB, 6° 25' 56" OL  | 32532  | Meer afbeeldingen    |
| Hervormde kerk (Catharinakerk)                                       | Kerk en kerkonderdeel     | 13e eeuw (schip) waarsch. begin 15e eeuw (koor) 17e eeuw (herst.) 1932-'33 (rest.)       | Y.D. Havermans (1932-'33) | Brink 8            | 53° 8' 8" NB, 6° 26' 3" OL   | 32534  | Meer afbeeldingen    |
| Hervormde kerk, toren                                                | Kerk en kerkonderdeel     | eind 15e of begin 16e eeuw                                                               |                           | Brink 8            | 53° 8' 9" NB, 6° 26' 4" OL   | 32535  | Meer afbeeldingen    |
| Winsinghhof                                                          | Boerderij                 | 1672 1776 (aanbouw) 1850 (schuur)                                                        |                           | Brink 10           | 53° 8' 8" NB, 6° 26' 1" OL   | 32536  | Meer afbeeldingen    |
| Boerderij met grote Friese schuur                                    | Boerderij                 | ca. 1850                                                                                 |                           | Brink 24           | 53° 8' 5" NB, 6° 25' 58" OL  | 32537  | Meer afbeeldingen    |
| De Spijker                                                           | Boerderij                 | mog. 16e eeuw 19e eeuw (schuur)                                                          |                           | Spijkerzoom 4      | 53° 8' 10" NB, 6° 26' 13" OL | 32539  | Meer afbeeldingen    |
| De Brink                                                             | Onderwijs en wetenschap   | ca. 1890                                                                                 |                           | Schoolstraat 1     | 53° 8' 11" NB, 6° 26' 7" OL  | 478209 | Meer afbeeldingen    |
| De Brink, onderwijzerswoning                                         | Woonhuis                  | 1915                                                                                     | M.B. Bruins               | Schoolstraat 3     | 53° 8' 12" NB, 6° 26' 7" OL  | 478210 | Meer afbeeldingen    |
| De Zulthe                                                            | Boerderij                 | 1857 (schuur) 1909 (woonhuis) ca. 1910 (verb. schuur)                                    | H.C. Hillebrands (1909)   | De Zulthe 8        | 53° 8' 37" NB, 6° 25' 8" OL  | 478388 | Zulthe 1 De Zulthe   |
| De Zulthe, stookhut                                                  | Boerderij                 | 1909                                                                                     | H.C. Hillebrands          | bij De Zulthe 8    | 53° 8' 37" NB, 6° 25' 8" OL  | 478389 | Upload foto          |
| Waaienhof                                                            | Boerderij                 | 1925                                                                                     |                           | Oosteinde 1        | 53° 8' 26" NB, 6° 26' 19" OL | 478390 | Waaienhof            |
| Waaienhof, bijschuur                                                 | Boerderij                 | 1925                                                                                     |                           | bij Oosteinde 1    | 53° 8' 26" NB, 6° 26' 19" OL | 478391 | Waaienhof, bijschuur |
| Waaienhof, inrijhek                                                  | Erfscheiding              | 1925                                                                                     |                           | bij Oosteinde 1    | 53° 8' 26" NB, 6° 26' 19" OL | 478392 | Waaienhof, inrijhek  |
| Mensinge: hoofdgebouw (Huis te Roden)                                | Kasteel, buitenplaats     | oorspr. late 13e/14e eeuw 1539-1542 (herb.) 1728 (verb.) ca. 1885 (herstel) 1985 (rest.) |                           | Mensingheweg 5     | 53° 8' 4" NB, 6° 26' 6" OL   | 526645 | Meer afbeeldingen    |
| Mensinge: historische tuin- en parkaanleg                            | Tuin, park en plantsoen   | waarschijnlijk 15e eeuw of eerder                                                        |                           | Mensingheweg bij 5 | 53° 8' 3" NB, 6° 26' 8" OL   | 526647 | Meer afbeeldingen    |
| Mensinge: boogbrug                                                   | Tuin, park en plantsoen   | 1920                                                                                     |                           | Mensingheweg bij 5 | 53° 8' 5" NB, 6° 26' 5" OL   | 526651 | Meer afbeeldingen    |
| Mensinge: noordelijk bouwhuis                                        | Bijgebouwen kastelen enz. | 1920                                                                                     |                           | Mensingheweg 1     | 53° 8' 5" NB, 6° 26' 9" OL   | 526653 | Meer afbeeldingen    |
| Mensinge: toegangshek                                                | Tuin, park en plantsoen   | 1920                                                                                     |                           | Mensingheweg bij 5 | 53° 8' 4" NB, 6° 26' 9" OL   | 526654 | Meer afbeeldingen    |
| Mensinge: duiventil                                                  | Tuin, park en plantsoen   | ca. 1750                                                                                 |                           | Mensingheweg bij 5 | 53° 8' 1" NB, 6° 26' 8" OL   | 526655 | Meer afbeeldingen    |
| Mensinge: zuidelijk bouwhuis                                         | Bijgebouwen kastelen enz. | 1920                                                                                     |                           | Mensingheweg 3     | 53° 8' 3" NB, 6° 26' 9" OL   | 529300 | Meer afbeeldingen    |